# Léa Le Garrec
Léa Aliette Jeanine Le Garrec (* 9. Juli 1993 in Dreux) ist eine französische Fußballspielerin.

## Karriere

### Klub
In ihrer Jugend spielte sie lange Jahre bis 2006 für Avrais Nonancourt, danach schloss sie sich dem Évreux FC 27 an, wo sie ab 2008 auch in der ersten Mannschaft aktiv war. In der Saison 2009/10 war sie dann schließlich bei der AS Montigny-le-Bretonneux aktiv. Zur Spielzeit 2010/11 unterschrieb sie dann schließlich bei Paris Saint-Germain, wo sie über die nächsten zwei Spielrunden auch zu einer größeren Anzahl an Einsätzen kam. Zur Saison 2012/13 verließ sie Paris wieder und schloss sich nun EA Guingamp an, welche sie nach einer Spielzeit 2013/14 mit relativ wenigen Einsätzen wieder verließ. Dann war sie von der Spielzeit 2014/15 bis Ende 2016 noch beim US Saint-Malo, wo sie erst einmal unterklassig wieder aktiv war.
Anfang 2017 kehrte sie aber zu Guingamp zurück und bekam hier wieder durchgehend nun Einsätze. Ihren ersten Wechsel ins Ausland machte sie zur Saison 2019/20, wo sie sich in England Brighton & Hove Albion anschloss. Zur Spielrunde 2020/21 kehrte sie aber in ihre Heimat zurück und spielt seitdem nun für den FC Fleury 91.

### Nationalmannschaft
Mit der französischen U17 nahm sie an der Europameisterschaft 2009 teil und kam hier zu zwei Einsätzen. Danach qualifizierte sie sich auch mit der U19 für die Europameisterschaft 2010. Hier kam sie in vier Partien der Mannschaft zum Einsatz und half mit ihren zwei Toren in der Gruppenphase auch mit, dass ihre Mannschaft am Ende den Titel als Europameisterinnen gewann. Danach war sie noch bis 2012 für diese Mannschaft aktiv.
Nach einigen Jahren ohne Einsatz entstammt ihre erste Nominierung für die A-Nationalmannschaft aus dem Jahr 2017. Hier wurde sie am 15. September dieses Jahres bei einem 1:0-Freundschaftsspielsieg über Chile in der 85. Minute für Sandie Toletti eingewechselt. Im Verlauf des Jahres folgten dann noch ein paar mehr Einsätze, danach jedoch gar nicht mehr.
Erst im April 2023, also gut sechs Jahre später, war sie wieder Teil eines Kaders bei der Mannschaft. Bei einem 2:1-Sieg über Kanada am 11. April, kam sie dann auch erstmals wieder zum Einsatz und schoss nach ihrer Einwechslung in der 56. Minute für Oriane Jean-François dann in der 64. Minute mit dem zwischenzeitlichen 2:0 dann auch ihr erstes A-Länderspieltor.
Am 4. Juli 2023 wurde sie für den finalen Kader bei der WM 2023 nominiert. Dort bekam sie dann bei dem 2:1-Sieg über Brasilien im zweiten Gruppenspiel auch ihren ersten Einsatz bei einem Turnier, als sie in der 87. Minute für die gelb-rot gefährdete Kenza Dali eingewechselt wurde. Gegen Panama kam sie zu ihrem zweiten Einsatz, bei dem sie ein Tor erzielte. Ohne ihr Zutun schied sie mit der Mannschaft im Viertelfinale nach Elfmeterschießen gegen die Australierinnen aus.